# Нехетеросексуалност
Нехетеросексуалност (или ахетеросексуалност) јест сексуална оријентација или сексуални идентитет који није хетеросексуалност. Термин се користи да би се дефинисао „концепт онога шта је норма и како се одређена група разликује од те норме”. Нехетеросексуалност је термин који се користи у пољима феминистичких и родних студија као и општој академској литератури за потребе диференцијације различитих одабраних сексуалних идентитета, прописано и једноставно претпостављено, с различитим разумевањем импликација ових сексуалних идентитета. Сличан је термину квир, мада с мањим политичким набојем а више медицинским карактером; квир се генерално односи на ненормативно и нехетеросексуално. Неки виде овај термин као споран и пејоративан јер „означава људе против перцепиране норме хетеросексуалности, тиме подстичући хетеронормативитет”. Како год, други истичу да је нехетеросексуалност једино термин користан за одржавање кохерентности у истраживању и сугеришу да „истиче недостатак у нашем језику по питању сексуалног идентитета”; на пример, његовом употребом се може створити бисексуална невидљивост (окултација). Име за особу према термину је нехетеросексуалац.

## Позадина
Многи геј, лезбијски и бисексуални људи рођени су и/или одрасли у културама и религијама које изазивају стигматизацију, репресију или осуђивање било које сексуалности која се разликује од хетеросексуалног идентитета и оријентације. Додатно, већина хетеросексуалаца још увек види нехетеросексуалне чинове као табу, а неконвенцијалне сексуалне пожуде иначе се у потпуности сакривају или маскирају на разне начине. Појам нехетеросексуалци у потпуности обухвата људе који не само да се идентификују другачије од хетеросексуалног опредељења него и оне који нису геј, лезбијке и бисексуалци. Неки уобичајени примери укључују термине вољење истог рода (енгл. same gender loving, SGL), мушкарци који имају секс са мушкарцима (енгл. men who have sex with men, MSM), жене које имају секс са женама (енгл. women who have sex with women, WSW), бирадозналост (енгл. bi-curious) и испитивање (енгл. questioning). Нехетеросексуалност се сматра бољим општим термином у односу на хомосексуалност, лезбијке и гејеви, ЛГБТ или квир јер је неутралнији и без оптерећења или родне дискриминације која постоји код многих алтернатива. На пример, до 1973, Америчка психолошка асоцијација наводила је хомосексуалност као менталну болест, а и дан-данас има негативне конотације.

## Употреба
Нехетеросексуалност је појам који се налази претежно у истраживачким и научним радовима, вероватно да би се избегли термини за које се тврди да су политички некоректни као што је лезбијка, дајк, геј, бисексуалност итд. које лезбијке, гејеви и бисексуалци (ЛГБ популација) користе да би се описали. Када га користе они који се не идентификују као ЛГБ или када га са омаловажавањем користе они који су ЛГБ, сви ови термини могу да се схвате као пејоративи, тако да је нехетеросексуалац подразумевани, нешкодљиви, ненападни термин за који постоји мања шанса да ће увредити некога. На пример, Кинсијева скала може да се подели између оних који су искључиво хетеросексуалци и свих осталих. Термин је ушао у ширу употребу у академским круговима почев од 1980-их а још више 1990-их, када су настале велике студије о идентитету нехетеросексуалне омладине као и мањи број студија које специфично разматрају само нехетеросексуалне ученике колеџа. Нехетеросексуалци се такође користи да би се обухватно описале трансродне и интерсексуалне особе, пошто иако су ово родни идентитети а не сексуални — свеједно су присутни у ЛГБТ и квир кровним заједницама. Такође, нехетеросексуалци обухвата и широку лепезу термина које користе различите културе чији сопствени термини се можда никако не могу лепо односити на хомосексуални или бисексуални идентитет; за истраживачке и податке екстраполације ово је практичан и прихваћен термин.
Године 2004, књига која интегрише „академске дисциплине филмских студија, социологије, културе и критичких студија” по питању феномена Великог брата, нехетеросексуалност користи као универзални термин да би се омогућило поређење информација за преко тридесет земаља. При истраживању и проучавању на пољу геј, лезбијских и бисексуалних одраслих (поље које се равија), нехетеросексуалци се користи као подразумевани термин да би се приказало како „велика већина” литературе подразумева да су старији људи хетеросексуални и не чини „напор” што се тиче истраживања искустава и ставова оних који то нису. У делу Благостање и држава (енгл. Welfare and the State), аутори описују перцепиране предности лезбијки на радном месту, пошто оне — у теорији — не би требало да имају децу па би биле повољне као радна снага. Међутим, аутори истичу да не само да већина лезбијки има децу него се и рутински идентификује као хетеросексуална током већег дела свог живота или барем док им деца не постану толико стара да нехетеросексуални идентитет почне превише утицати на њихову породицу негативно.
Нехетеросексуалност се такође користи при проучавању лезбијских и геј породица и структура породица. Појам је ушао у ширу употребу у овом контексту када се истраживао утицај пандемије АИДС-а на мушке геј заједнице, јер су многи геј мушкарци заснивали породице преко проширене мреже пријатеља који су постали њихови системи подршке.

## Критика
Употреба термина ’нехетеросексуалац’ за означавање ЛГБТК популације, као кровног термина, могла би да овековечи хетеросексуалност као норму. Може да имплицира да је било који идентитет који се не може дефинисати као ’хетеро’ абнормалан. Термин значи супротно од ’хетеросексуалац’, што уз чињеницу да је настао после овог термина који је шире прихваћен значи импликацију девијације од социјалних норми. Историјски, термин је коришћен да би се људи приморали на одабир једног од два различита идентитета; „нормализација пола који је ’хетеро’ прокламовала је нови хетеросексуални сепаратизам — еротски апартхејд који је снажно сегрегирао полно нормалне од полно первертних”. Двојност хетеросексуалност—хомосексуалност која се имплицира коришћењем термина ’нехетеросексуалност’ као варијације за ’хомосексуалност’ често се интерпретира као становиште за ’супротно од хетеросексуалног’ а не као опис разних идентитета. Овиме се игноришу они који се идентификују као бисексуалци, пансексуалци, квир итд. Термин ’хетеросексуалност’ је релативно нов термин скован да би се одвојила већина од осталих, а употреба речи ’нехетеросексуалност’ која је почела да егзистира после као кровни термин за оне у ЛГБТК заједници — утемељује [употреба] илузију нормални наспрам осталих. Нехетеросексуалност се исто тако проблематично користи као свеобухватни термин, који описује и родни идентитет и сексуални идентитет. Термин ’нехетеросексуалност’ подстиче невидљивост бисексуалност у дискусијама око сексуалности и идентитета јер има своје корене у двојности хетеросексуалност—хомосексуалност. Сексуалност и род су различити концепти, а означавањем целе ЛГБТ+ заједнице сврставањем у категорију нехетеросексуалаца приоритетизују се одређене групе пошто је термин само за сексуалност. Овакво обухватање идентитета води ка брисању различитих родних идентитета током дискусија на тему ’нехетеросексуалних’ заједница.
Односећи се према ЛГБТК популацији као нехетеросексуалцима, појачава се идеја „принудне хетеросексуалности” и да свако ко не спада у ову категорију иде против норми. „Као што је Патрик Хопкинс тврдио, хетеросексизам и хомофобија се заснивају на и одржавају бинарним родним категоријама, посебно претпоставком да постоје различите и исправне мушке и женске родне улоге и идентитети наспрам којих се мери девијација.” Коришћење термина нехетеросексуалност указује на удаљавање од онога што је прихватљиво у друштву истичући јукстапозицију између идеалног хетеросексуалног и неидеалног нехетеросексуалног. „Хетеросексизам је везан за доминацију, а праксе којима се подржава се обично репликују, појачавају и одржавају становиштима, понашањима и праксама или чак [самима] савезницима најбољих намера.” Представљањем хетеросексуалности као норме, ствара се лажна слика да је ’нехетеросексуалност’ абнормална. Хетеросексуалност као категоризација и као термин, није настала све до краја 19. века; пре овога, односи између полова веровало се да нису отворено сексуални. У Викторијанској ери, секс се сматрао чином између „мужевног мушкарца и женствене жене, [као] стваралаца, не специфично као еротичних бића или хетеросексуалаца”. Подела између хетеросексуалности и нехетеросексуалности долази током 1860-их, након што је „раст потрошаке економије такође почео да гаји нову етику задовољства”; еротична ера постала је комодитет за куповање и продавање. У исто време, „раст моћи и престижа медицинских доктора омогућио је оним навише мобилним професионалцима да ’прописују’ здраву нову сексуалност”. Мушкарци и жене је од тада требало да уживају у сексу. Везе између оних ’супротних полова’ виђене су као здраве и подстицали су их медицински стручњаци. Ово стварање и слављење ’нормалне сексуалности’ у коначници је резултовало у стварању пандана са супротне стране: ’сексуални перверт’ (покварењак, развратник, изопачењак), као било ко ко је некако ван хетеросексуалног идеала. „У својој најранијој верзији, императив хетеросексуалности из 20. века обично се сматрао као наставак асоцијалне хетеросексуалности уз претпостављену људску ’потребу’, ’нагон’ или ’инстинкт’ за пропагацијом [размножавањем], потребом за стварањем неизбежно повезаном са телесном пожудом ... давајући благослов за одушак преко хетероеротичних емоција што се такође сматрало као подстицајем за капацитет стварања потомака, брачну интимност и породичну стабилност.” Основно супротстављање полова виђено је као основа за нормалну, здраву сексуалну привлачност. Термин хетеросексуалност је тако настао као начин покоравања и сврставања у остале сваког ко није потврђивао мејнстрим идеале (хетеро)сексуалности. Ово је термин који је створио осећај одобравања да је хетеросексуалност нормална, здрава верзија људске сексуалности. Употреба термина нехетеросексуалност данас наставља историју у којој други на основу уверења или веровања да је свако ко није хетеросексуалац последично абнормалан (ненормалан).
Иако се ’нехетеросексуалност’ сматра кровним појмом за све ЛГБТК идентитете, често се интерпретира као друга реч за хомосексуалце који доприносе настављању систематског бисексуалног ’брисања’. Бисексуалност има дугу историју у којој је била у сенци и игнорисана у корист веровања у моносексуалност; „[представља] слепу тачку у истраживањима о сексу”. Термин нехетеросексуалност сугерише поделу између хетеросексуалности и хомосексуалности, хетеросексуално-хомосексуалну дихотомију, а не хетеросексуално-хомосексуални континуум — што се односи на идентитете који нису искључиво хетеросексуални или хомосексуални. Раздвајањем идентитета принципом или-или, бисексуални идентитети остају запостављени услед двосмислености; „бисексуалци крше границе сексуално идентификованих заједница и тиме су увек и унутра и изван разноликости сукобљених заједница”. Имплицирана хомосексуално-хетеросексуална дихотомија коју термин ставља у употребу негира своје значење истински укључивог термина; „категорије су створене на такав начин да свакоме дозвољавају приступ другоме али само једноме, и да се инсистира да је свако ко већ није ваљано смештен у једној категорији или другој вероватно на путу ка једној”. Овај фокус на логици или-или, или хетеросексуалност или нехетеросексуалност, где је нехетеросексуалност уско повезана са хомосексуалношћу а не са општом ’квирношћу’, ниподаштава оне које термин треба да опише; „док бисексуалност има степен помена, готово увек је се сматра епистемологијском и случајним нуспроизводом, последичним ефектом, или дефиниционим исходом опозиције хетеро/хомосексуалност”.
Нехетеросексуалност се често користи да би се описали они у ЛГБТ+ заједници који имају нецисродне идентитете. Ово се сматра проблематичним пошто сексуална оријентација и родни идентитет представљају нешто различито. Међутим, разликовање овога двога је релативно модерно. Кроз историју, „[трансродни људи] су се класификовали као хомосексуалци од стране свих, укључујући лекаре који су се специјализовали у њиховом лечењу, а тек у последњих педесет година ... трансродност се теоретизује као различита по врсти од хомосексуалности”. Многи људи и даље не могу да схвате или уоче разлику између родних мањина и сексуалних мањина. Сам термин је специфичан за сексуалност пошто садржи реч ’сексуалност’ без помињања ’рода’. Штавише, термин нехетеросексуалност ’брише’ сексуалне мањине иако имплицира утисак двојства хетеро/хомосексуалност, а такође игнорише родне мањине. И док транс* људи и људи са небинарним родним идентитетима јесу део ЛГБТК+ заједнице, тиме подложни многима истим неправдама, означавањем транс* и родних квир идентитета под термином нехетеросексуалног замагљује се важна разлика између сексуалног опредељења и родног идентитета. Неће се све транс* особе идентификовати по сексуалности као нехетеросексуалне; многе транс* особе привлачи ’супротан’ пол и тако се идентификују као хетеросексуалне. Поред тога, „они са небинарним родним идентитетима вероватно ће се[бе] ставити у позицију у којој је хетеросексуалност бесмислена, пошто не постоји ’супротан’ род за њихов идентитет”. И док је за небинарне особе мање вероватно да ће се идентификовати као хетеросексуалци, претпоставка да као неко са ’нехетеросексуалним’ идентитетом мора да буде хомосексуалан такође је проблематична јер се игнорише сексуална оријентација коју не диктира род особе него то ко их (не) привлачи — нпр. бисексуалци, пансексуалци, квир, андросексуалци, гинесексуалци, сколиосексуалци или асексуалци.
Од квир особа „се често очекује да узму у обзир своју сексуалну идентификацију или доказујући [своју] нормалност (то јест, да су [они] унутар сфере хетеронормативитета), или прихватајући да [њихова] разлика од хетеросексуалне норме чини неки облик есенције”. Термин нехетеросексуалност се користи за истицање апсолутне разлике између хетеросексуалних и квир идентитета. Језик мора да се промени како би се ЛГБТК људи описали као аутономна бића „уместо да [их] се сматра једино као сексуална бића постојана унутар хетеросексуалне логике једноликости или различитости”. Имплицирана двојност коју термин нехетеросексуалности темељи, ’брише’ оне чији идентитети спадају у спектар између хетеросексуалности и хомосексуалности. Хетеро/хомосексуална дихотомија продубљава системско уклањање бисексуалних идентита стављајући у први план претпостављену супротстављеност при којој ништа између није допуштено. Иако нехетеросексуалност треба да означава целу ЛГБТК заједницу, наставила је да се користи и ван заједнице као друга реч за хомосексуалност. Ставља нагласак на сексуално опредељење науштрб родног идентитета јер је сам термин у домену сексуалности, с тим да се користи за идентитете неповезане са сексуалношћу. Интерпретација термина је наставак историје тога да се родни идентитет превиђа у дискурсу око ЛГБТК заједнице у корист приоритетизовања сексуалног опредељења. Занемарују се они који се идентификују као небинарни, пошто се термин нехетеросексуалност интерпретира као категорија за оне које сексуално привлаче људи ’истог пола’ наспрам оних које привлаче они ’супротног пола’. Пошто је широк спектар обухваћен термином, општа употреба фаворизује сексуална опредељења која се дефинишу својом повезаношћу родне двојности (као што је геј или лезбијка) а не истицања опредељења која не условљава род особе која идентификује своју сексуалност. Нехетеросексуалност такође имплицира да неко не може бити део ЛГБТ+ заједнице истовремено се идентификујући као хетеросексуалац, пошто игнорише разлике између сексуалног опредељења и родног идентитета. Термин ’нехетеросексуалност’ је довољно широк и у исто време рутински интерпретиран као такав да се односи на мањинску категорију људи унутар намењене групе идентитета. Пошто је тако неспецифичан, отвара се могућност интерпретације оних ван ЛГБТК заједнице или оних који нису едуковани о спектру сексуалних оријентација и родних идентитета — што води до већег акцента на идентитетима који су већ добро познати и тежњи ка уклањању идентитета који још нису у великом делу мејнстрим дијалога.